# Municipio C (Montevideo)
El Municipio C es uno de los ocho municipios en los que se encuentra administrativamente dividido el departamento de Montevideo, en Uruguay. Tiene su sede en la Avenida Dr Luis Alberto de Herrera n.º 4553, de la ciudad de Montevideo.

## Historia
El municipio fue creado como "Municipio 3" a través del Decreto departamental N° 33209 del 17 de diciembre de 2009, en cumplimiento de los artículos 262, 287 y la disposición transitoria Y de la Constitución de la República y la Ley N.º 18567 de descentralización política y participación ciudadana. A este municipio se le adjudicaron los siguientes distritos electorales: BGA, BJA, BKA, BLA, BLB, BMA, BMB, BNA, BPA, BPB, BQA y BQB del departamento de Montevideo. Forman parte del municipio los Centros Comunales Zonales (CCZ) 3, 16 y parte del 15. Su creación fue ratificada a través de la Ley N° 18653 del 15 de marzo de 2010 por el Poder Legislativo.

## Ubicación, territorio y límites

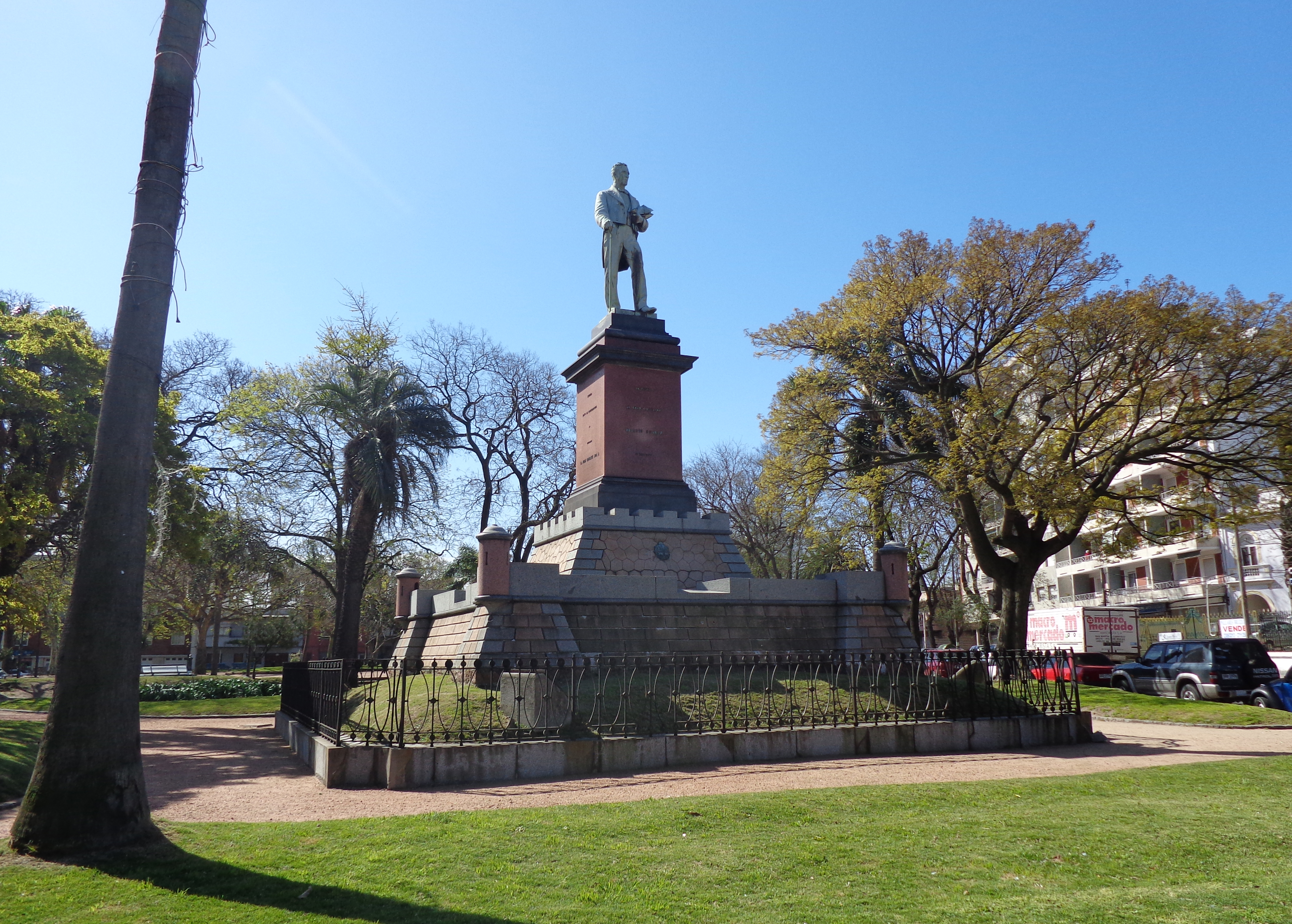
Monumento a Joaquín Suárez, en la zona de Bella Vista, Municipio C.

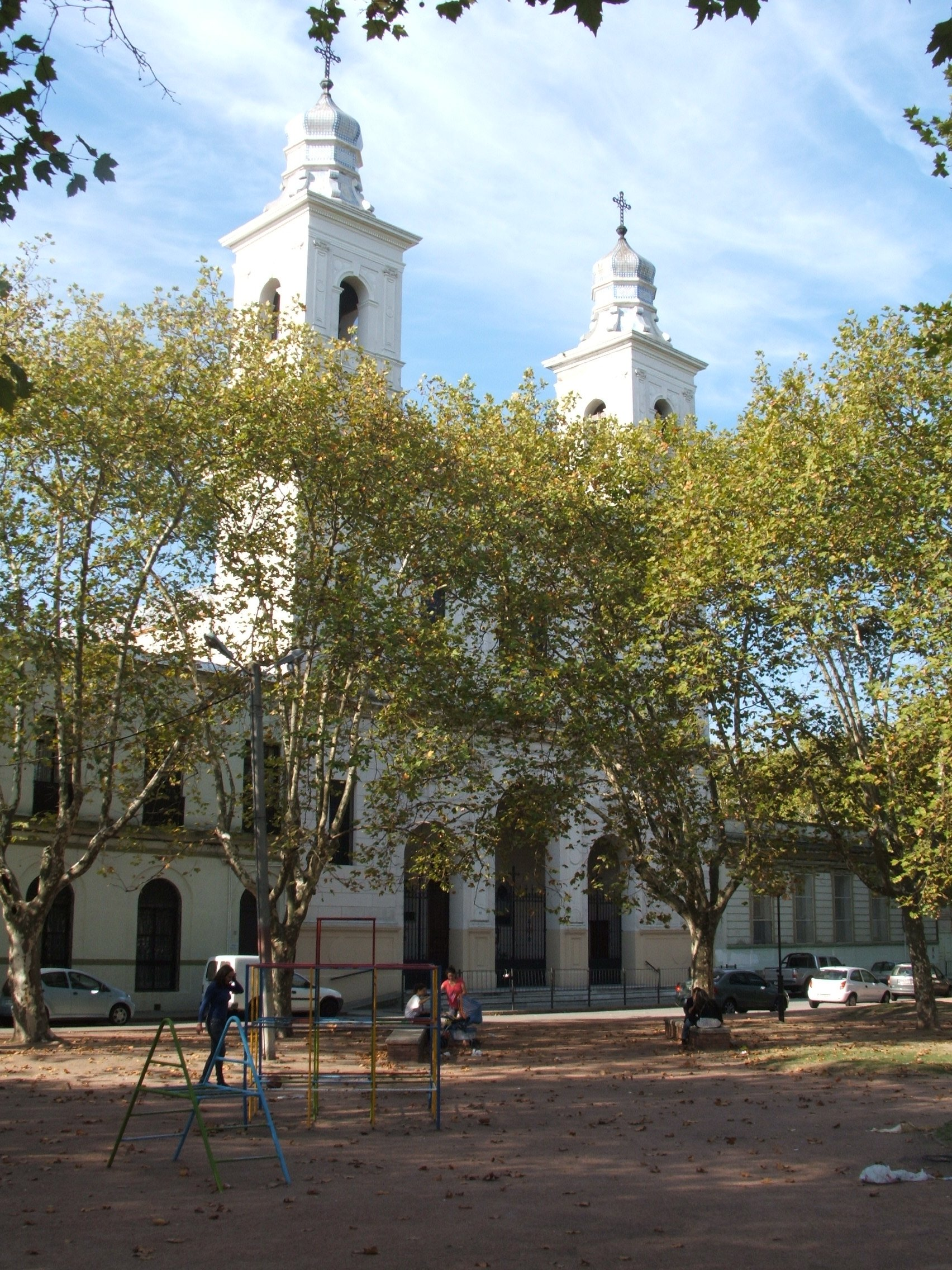
Iglesia del Reducto en el Municipio C.

El municipio C comprende una amplia zona urbana de la ciudad de Montevideo.
Sus límites territoriales fueron determinados por el Decreto N° 33209, siendo éstos las calles: Bulevar José Batlle y Ordóñez, Monte Caseros, Nueva Palmira, Arenal Grande, Hocquart, Avenida de las Leyes, Panamá, la bahía de Montevideo, y el arroyo Miguelete.
Quedan comprendidos dentro de sus límites los siguientes barrios:
| - Aguada - Aires Puros - Arroyo Seco - Atahualpa - Bella Vista - Brazo Oriental | - Capurro - Prado - Goes - Jacinto Vera - Krüger - Larrañaga | - La Comercial - La Figurita - Mercado Modelo - Bolívar - Reducto - Villa Muñoz |

## Autoridades
La autoridad del municipio es el Concejo Municipal, compuesto por el Alcalde y cuatro Concejales.
Alcaldes según período:
| Nº | Alcalde                  | Partido       | Inicio del mandato      | Fin del mandato         | Observaciones                                    |
| -- | ------------------------ | ------------- | ----------------------- | ----------------------- | ------------------------------------------------ |
| 1  | Myriam Rodríguez         | Frente Amplio | 9 de julio de 2010      | 9 de julio de 2015      | Alcaldesa elegida                                |
| 2  | Rodrigo Arcamone Scavone | Frente Amplio | 9 de julio de 2015      | 10 de mayo de 2018      | Alcalde elegido (renunció debido a una denuncia) |
| 3  | Susana Rodríguez         | Frente Amplio | 10 de mayo de 2018      | 25 de noviembre de 2020 | Alcaldesa elegida (tras renuncia de Arcamone)    |
| 4  | Jorge Luis Cabrera       | Frente Amplio | 27 de noviembre de 2020 | julio de 2025           | Alcalde elegido                                  |

Concejales según período
| Período   | Concejales |
| --------- | --- |
| 2010-2015 | Horacio Pérez Sotelo (FA), Enrique Olivera (FA), Silvia Charlier (FA) y Hugo Chiparelli Cortellardi (PN)              |
| 2015-2020 | Jorge Cabrera (FA), Miriam Rodríguez (FA), Alejandra Britos (Concertación) y Rodrigo Fabricio Llugdar (Concertación). |
| 2020-2025 | Verónica Piñeiro (FA), Elba Rodríguez (FA), Rodrigo Fabricio Llugdar (PC) y Luis Fernández (PN)                       |